# マーケットセグメンテーション
マーケットセグメンテーション（英: market segmentation）とは、市場細分化の意味で、特定商品（サービスを含む）における市場を異質とみなし、顧客市場を細分化することによって特定カテゴリに対して集中的にアプローチすることを目的に行われる。例として自動車のラインナップ（高級セダン市場、低価格スポーツ車市場等）といったものがあげられる。
細分化するカテゴリの一例として人口統計的、地理、社会、消費者の心理などがある。また、細分化した消費者集団のことをマーケットセグメント（market segment）といい、製品を売り込もうと狙いを定めたマーケットセグメントのことをターゲットセグメント（target segment）またはターゲット市場（target market）ということがある。

## 主な区分
- 人口統計的区分
  - 年齢
  - 性別
  - 宗教
  - 人種
  - 国籍
  - 家族
  - ライフスタイル
- 地理的区分
  - 地域の習慣
  - 気候
- 社会的区分
  - 職業
  - 学歴
  - 所得
- 心理的区分
  - 個人の価値観
  - 態度
  - 性格